# Jules Deneumoulin
Jules Deneumoulin (Luik, 11 mei 1910 - Bouillon, 25 november 2006) was een Belgisch kajakker.

## Levensloop
Deneumoulin vertegenwoordigde België op de Olympische Spelen van 1936 te Berlijn. Hij werd er 13e in de eindstand van de K1 10000 meter.